# Gamma Pavonis
Gamma Pavonis (128 Pavonis) é uma estrela na direção da constelação de Pavo. Possui uma ascensão reta de 21h 26m 26.49s e uma declinação de −65° 22′ 05.3″. Sua magnitude aparente é igual a 4.21. Considerando sua distância de 30 anos-luz em relação à Terra, sua magnitude absoluta é igual a 4.38. Pertence à classe espectral F6V.